# Carolina Izsák
Carolina Izsák, teljes nevén Carolina Éva Izsák Keményfy (Caracas, 1971. szeptember 21. –) venezuelai magyar szépségkirálynő és fotómodell.

## Élete
A Miss Venezuela versenyen, ahol Amazonas államot képviselte, 1991-ben győztes lett. 1992 májusában Bangkokban, Thaiföldön Miss Universe versenyen szerepelt és a döntőbe jutott.
A verseny után visszautazott Venezuelába, ahol befejezte az építészi tanulmányait és házasságot kötött. Jelenleg Bostonban él családjával.